# Federación Colombiana de Fútbol
Die Federación Colombiana de Fútbol (FCF), auch Cólfutbol, ist der kolumbianische Fußballverband.
Kolumbiens erster Fußballverband wurde im Jahr 1924 mit dem Namen Liga de Fútbol (Fußballliga) gegründet und unter dem Namen Asociación Colombiana de Fútbol (Adefútbol) 1936 in die FIFA und die Südamerikanische Fußball-Konföderation Conmebol aufgenommen.
Der kolumbianische Fußballverband war nach der Beschäftigung argentinischer Spieler ohne Pässe in der kolumbianischen Liga 1951 bis 1954 – der Phase des sogenannten El Dorado, als zahlreiche ausländische Stars dem kolumbianischen Vereinsfußball zu einer Blüte verhalfen – von der FIFA ausgeschlossen. Nach Missständen und Querelen in der Adefútbol wurde 1964 der Verband unter der Federführung von Alfonso Senior Quevedo – der unter anderem als Präsident von CD Los Millonarios einer der Hauptakteure des El Dorado war – als Federación de Fútbol de Colombia neu gegründet. Diese wurde unter dem geänderten Namen Federación Colombiana de Fútbol 1971 endgültig von der FIFA anerkannt und ist auch heute noch der offizielle Name für den Fußballverband Kolumbiens.
2006 wurde Luis Bedoya, zuvor Präsident des Ligaverbandes División Mayor del Fútbol Colombiano, auch kurz als Dimayor bekannt, Verbandsvorsitzender.

## Präsidenten
- 1936: Carlos Lafourie Roncallo
- 1948: Bernardo Jaramillo García

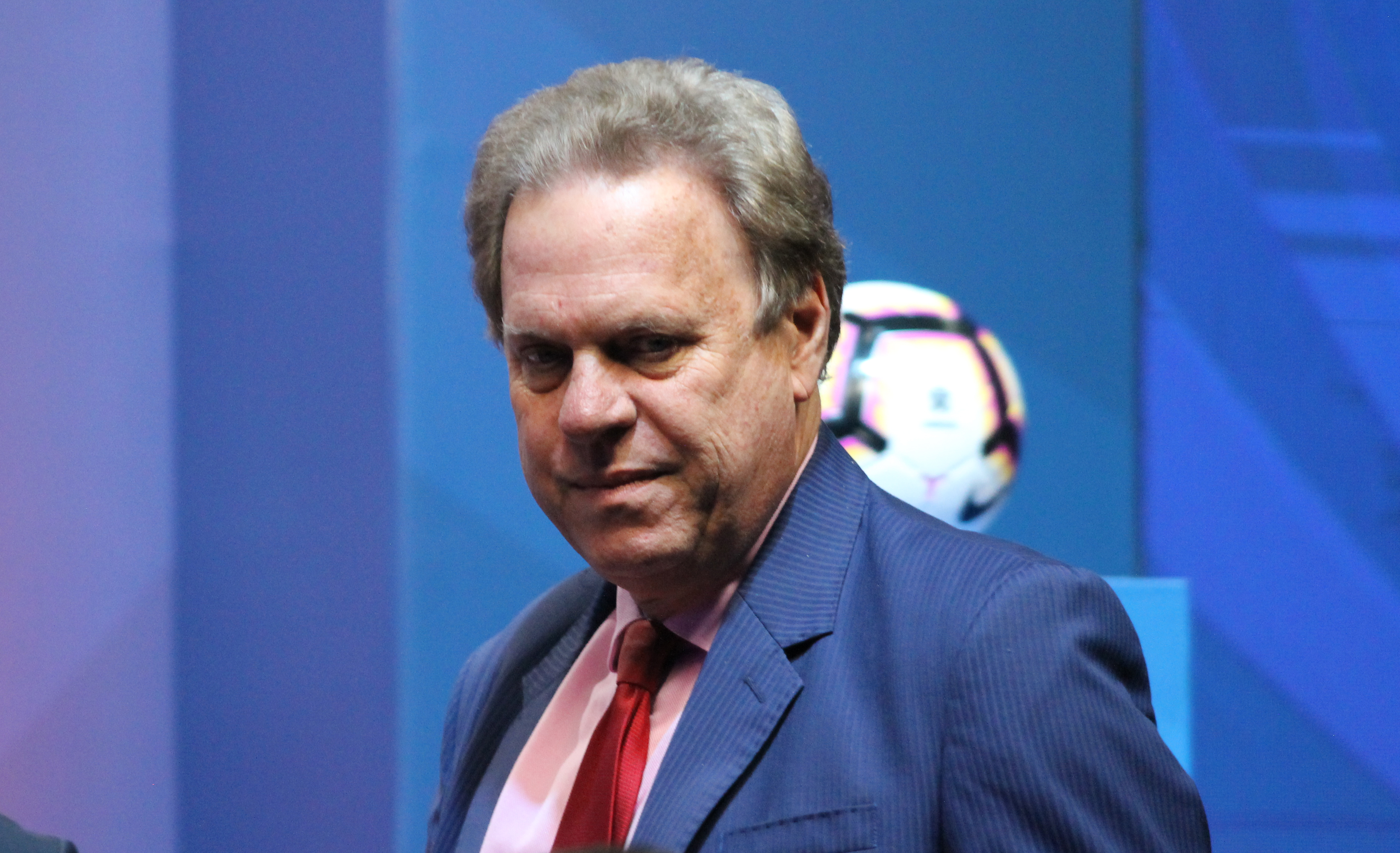
Präsident Ramón Jesurún (2019)

- 1951: Eduardo Carbonell Insignares
- 1957: Efraín Borrero
- 1957: Rafael Fernández
- 1958: Efraín Borrero
- 1961: Pedro Nery López
- 1962: Luis Benedetti Gómez
- 1964: Eduardo Carbonell Insignares
- 1964: Alfonso Senior Quevedo
- 1971: Eduardo Carbonell Insignares
- 1975: Alfonso Senior Quevedo
- 1982: León Londoño Tamayo
- 1992: Juan José Bellini
- 1995: Hernán Mejía Campuzano (interim)
- 1996: Álvaro Fina Domínguez
- 2002: Óscar Astudillo Palomino
- 2006: Luis Bedoya
- 2015: Ramón Jesurún